# BOSO BICYCLE BASE
BOSO BICYCLE BASE（ぼうそう ばいしくる べーす）は、東日本旅客鉄道（JR東日本）が保有する「のってたのしい列車」用の鉄道車両（電車）。公式略称は「B.B.BASE」。
本項では、当車両を使用して運行される臨時列車についても記述する。

## 概要
房総地区へはサイクリングを目的に自転車を電車に積んで房総地区に向かう乗客が存在していたが、通常の列車は法律で自転車の積載に制限があり、分解もしくは折り畳んだうえで輪行袋に収納して持ち込むものに限られていた。
これに対応すべく、2013年からはJR東日本千葉支社がサイクリングイベント「Station Ride in 南房総」を企画。209系のつり棚・つり手に自転車をぶら下げるためのひもを用意して自転車を分解・折りたたみせずに持ち込める団体列車「サイクルトレイン」を運行してきた。しかし「サイクルトレイン」の人気の高まりの一方で、作業スタッフによる自転車の積み下ろしは停車時間が確保できる駅に限られていたことから「サイクルトレイン」に充当するための専用車両として本車両が企画された。
なお「サイクルトレイン」ではあるが、2022年3月以降は全席が自転車を持たない一般客にも開放されている。
列車愛称の「BOSO BICYCLE BASE」とは、
- BOSO - 「房総」の各地を
- BICYCLE - 「自転車」で駆け巡るための
- BASE - 「基地」

を意味し、電車そのものをサイクリングの「基地」にしようというコンセプトを表している。

## 車両
| 種車となったとなった南武線ナハ53編成（2015年12月2日、川崎駅）   |  | 転入改造前の京浜東北線ウラ24編成（2006年8月29日 有楽町駅）   |
| 種車となったとなった 南武線ナハ53編成 （2015年12月2日、川崎駅） |  | 転入改造前の 京浜東北線ウラ24編成 （2006年8月29日 有楽町駅） |

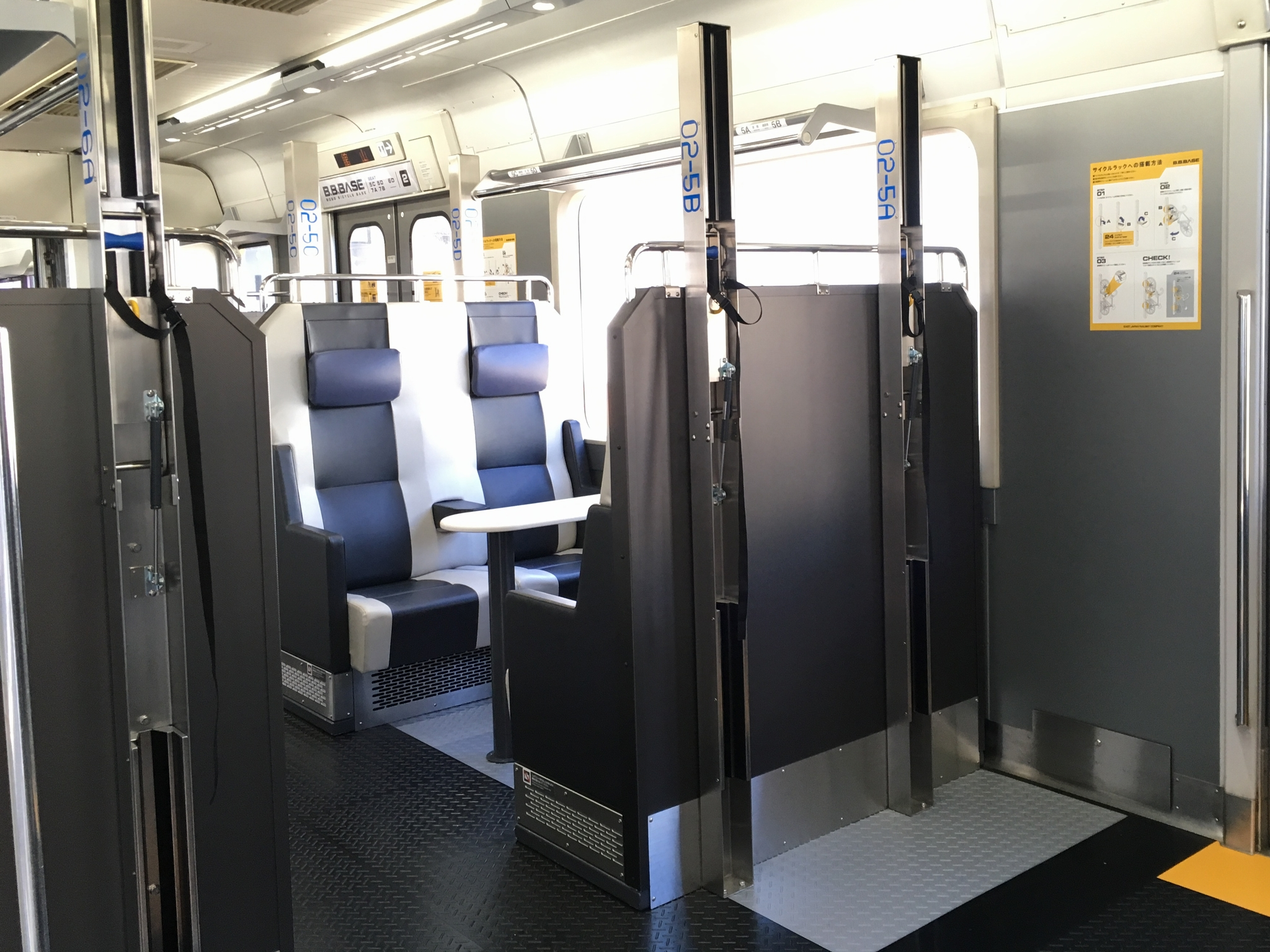
座席とサイクルラック

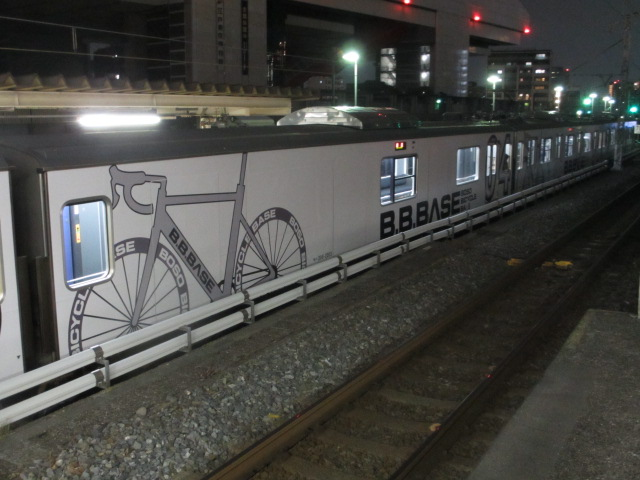
ドアと窓が埋められた4号車

車両は元南武線・ナハ53編成（元京浜東北線ウラ24編成を2009年7月に転用改造）の209系2200番台6両編成を大宮総合車両センターで再改造したものである。
当該編成は2017年2月にE233系8500番台に置き換えられて南武線の運用を終了した後、同年4月12日付で中原電車区から幕張車両センターに転属し「J1」の編成名が与えられた。同年6月から改造工事が行われ、同年9月28日に竣工した。再改造に伴う番台区分等の変更はなく、京浜東北線から南武線への転用改造時に改番された車両番号が維持されている。
実際の改造作業はJR東日本テクノロジーが中心となって担当。サイクリング用自転車はタイヤが多種に及ぶため、自転車固定ラックの幅などは自転車メーカーと協議の上、決定した。ただしロードバイク及びクロスバイク向けに限定しているため、シティサイクルやマウンテンバイク、ミニベロ、リカンベント、3輪型などはラックへの積載は想定されていない。
ランドナー、シティサイクル、電動自転車等の重たい自転車は、自立式のスタンドを使い、車両の空いたスペースに置くことが可能。同乗するスタッフがサポートしてくれる。
|                                               | ← 館山・勝浦・銚子・佐原両国 → |                      |                   |                      |                   |                   |
| 号車                                          | 6                              | 5                    | 4                 | 3                    | 2                 | 1                 |
| 形式及び車両番号 （カッコ内は京浜東北線時代） | クハ209-2202 (25)              | ＜ モハ209-2203 (49) | モハ208-2203 (49) | ＜ モハ209-2204 (50) | モハ208-2204 (50) | クハ208-2202 (25) |
| 搭載機器                                      |                                | VVVF                 | SIV,CP            | VVVF                 | SIV,CP            |                   |
| 座席定員及び自転車積載台数                    | 20                             | 20                   | フリースペース    | 20                   | 19                | 20                |

編成全体での座席数と自転車搭載台数は99ずつ。車体形状に大きな変化はないものの、塗色はコンセプトである「基地」をイメージしたグレーを一面に広げ、ロゴ・号車番号・B.B.BASE オリジナル自転車をアクセントにしたデザインが施されている。
4号車を除く5両は扉間に4人掛けと2人掛けの大型テーブル付きボックスシート1組ずつを配置し、館山駅・銚子駅寄り（6号車は両国駅寄り）の妻部にも2人掛けのシートを配置。座席はリクライニングこそ出来ないが、E5系以降のJR東日本所属新幹線車両と同様、枕部分は上下させることができる。テーブルには充電用のコンセントを人数分設置し、全ての座席の背後（扉側）に自転車を縦置き出来るサイクルラックを配置する。サイクルラックは自転車積載時に列車特有の揺れに耐えられるほか、緊急停車の際に自転車が倒れないなどといったサイクリストの視点を考慮した設計となっている。
2号車は車椅子対応の大型トイレ（真空式）が備えられている関係上、他の車両より定員が1名少なくなっている。
4号車は乗客同士が交流できるフリースペースとし、一部の扉（片側4枚のうち3枚）や窓を埋めたうえで、ロングシートとパイプベンチ、大型トイレ、洗面スペースが設置される。洗面化粧台機器は新幹線E2系の廃車発生品を流用している。トイレと反対側の車端部にゴミ箱が設置されている。
ビンディングシューズ着用のまま乗車できるよう、全車両に滑り止めが施されたゴム床材を採用している。

## 運用
2018年（平成30年）1月6日以降、週末に両国駅発着で房総方面に運行される。運行開始当初は全席が日帰りまたは宿泊付きの「びゅう旅行商品」（パッケージツアー）として発売されていたが、2021年（令和3年）9月4日運行分以降は時刻表に記載される快速列車となり、1・2号車が指定席として一般発売されるようになった。さらに2022年（令和4年）3月運行分からは全車指定席販売となり、びゅう旅行商品の発売は終了し、これ以降は自転車を積載しない一般客の利用も可能である。なお、指定席料金は通年同額で、おとな840円・こども420円で「のってたのしい列車」の一つであるため、他の「のってたのしい列車」である「海里」や「HIGH RAIL 1375」と同額になっている。
列車は以下の通り。なお「B.B.BASE 房総横断号」と「B.B.BASE 手賀沼」「B.B.BASE 九十九里」はいずれも特別企画列車として扱われている。
- 内房線方面：「B.B.BASE 内房」（下りは両国駅 → 和田浦駅、上りは館山駅 → 両国駅）
- 内房線・久留里線方面「B.B.BASE 鹿野山」（下りは両国駅 → 君津駅、上りは竹岡駅 → 両国駅）
- 外房線方面「B.B.BASE 外房」（両国駅 - 安房鴨川駅）
- 内房線・外房線方面「B.B.BASE 房総横断号」（下りは両国駅 → 君津駅、上りは安房鴨川駅 → 両国駅）
- 総武線方面「B.B.BASE 佐倉・銚子」（両国駅 - 銚子駅）
- 東金線方面「B.B.BASE 九十九里」（両国駅 - 成東駅）
- 成田線・鹿島線方面「B.B.BASE 佐原・鹿島」（両国駅 - 鹿島神宮駅）
- 成田線方面「B.B.BASE 手賀沼」（両国駅 - 布佐駅）

### 停車駅
B.B.BASE 内房
両国駅 - 本千葉駅 - 館山駅（ → 和田浦駅）
- 館山駅 - 和田浦駅間は下りのみ運行。

B.B.BASE 鹿野山
両国駅 - 本千葉駅 - 木更津駅 -（君津駅）-（竹岡駅）
- 下りは君津行き、上りは竹岡発で運行。
- 木更津駅で久留里線の普通列車に接続し、これに乗り換えるコースは「菜久留トレイン」として発売される。

B.B.BASE 外房
両国駅 - 本千葉駅 - 上総一ノ宮駅 - 勝浦駅 - 安房鴨川駅
B.B.BASE 房総横断号
下り：両国駅 → 本千葉駅 → 姉ケ崎駅 → 君津駅
上り：安房鴨川駅 → 勝浦駅 → 大原駅 → 上総一ノ宮駅 → 本千葉駅 → 両国駅
B.B.BASE 佐倉・銚子
両国駅 - 東千葉駅 - 佐倉駅 -（松尾駅）-（佐原駅）- (干潟駅) - 銚子駅
- 松尾駅と干潟駅は下りのみ、佐原駅は上りのみ停車

B.B.BASE 九十九里
下り：両国駅 → 本千葉駅 → 東金駅
上り：成東駅 → 本千葉駅 → 両国駅
B.B.BASE 佐原・鹿島
両国駅 - 東千葉駅 - 佐原駅 - 潮来駅 - 鹿島神宮駅
B.B.BASE 手賀沼
両国駅 - 東千葉駅 - 佐倉駅 - 布佐駅
当初は東京側の乗降は両国駅に限られていたが、2018年4月より津田沼駅や千葉駅でも乗降できるようになった（ただしこの2駅を利用する場合は全区間輪行扱いとなる）。その後2019年3月2日出発分より途中乗降駅の見直しが行われ、津田沼駅・千葉駅から本千葉駅（内房・外房方面）・東千葉駅（銚子・鹿島方面）へ変更された。

## その他
- 運行開始にあたり、両国駅3番線ホームの改修と、改札口を通らず国技館寄りの道路からホームに直結する利用者専用通路の整備が実施された。

- 2018年（平成30年）3月17日より、両国駅前にてロードバイクやレンタルバイクのレンタルサービス及び修理サービスを開始した[17]。

- 2023年6月15日の千葉県民の日で千葉県誕生150周年を迎え、2023年6月17日～2024年3月中旬まで車両全面に千葉県誕生150周年記念ロゴのヘッドマークを掲出して運行する[18]。
- 2021年に一部座席で指定席券の一般販売を開始、2022年に全席に拡大した。
- 2024年現在、車両の暖房設備が故障しており、同年冬シーズンは全面運休していた。2025年4月20日より同年度の運転が開始されたが、暖房設備は復旧していないとしている[19]。

## 年表
- 2013年（平成25年）：209系2100番台の6両編成を使用して「サイクルトレイン」が運行開始[20]。毎年10月に継続的に随時運行されてきた。
- 2017年（平成29年）
  - 2月：南武線ナハ53編成が運用終了。
  - 4月12日：中原電車区から幕張車両センターに転属、編成番号が「ナハ53」編成から「J1」編成に改められる。
  - 6月：大宮総合車両センターにて再改造開始。
  - 9月28日：竣工。
  - 12月9日：両国駅3番線にて車両展示会を開催[21]。
- 2018年（平成30年）
  - 1月6日：「B.B.BASE 内房」が運行開始。同日、出発式を開催[22][23]。白戸太朗（東京都議会議員（都民ファーストの会）・スポーツキャスター・トライアスロン選手）、団長安田（安田大サーカス）、岩田淳雄（枻出版社『BiCYCLE CLUB』編集長）、森田健作（千葉県知事）らが出席。
  - 1月13日：「B.B.BASE 外房」が運行開始。
  - 1月20日：「B.B.BASE 銚子」が運行開始。
  - 1月27日：「B.B.BASE 佐原」が運行開始。
  - 3月17日：両国駅前にてスポーツバイクのレンタルサービスを開始[17]。
  - 4月：乗降駅に津田沼駅と千葉駅が追加[15]。
  - 4月28日：外房コースの停車駅に安房鴨川駅が追加[24]。
  - 11月17日：銚子コース（復路のみ）の停車駅に佐原駅が追加[25]。
  - 12月22日：外房コースの停車駅に上総一ノ宮駅が追加[26]。
- 2019年（令和元年）
  - 1月26日：同日と翌27日に臨時列車「B.B.BASE 佐倉」を両国駅 - 佐倉駅間で運転[26]。
  - 3月：千葉県内の途中乗降駅を本千葉駅（内房・外房方面）と東千葉駅（銚子・佐原方面）に変更[16]。
  - 5月18日：群馬プレデスティネーションキャンペーンの一環として、両国駅 - 高崎駅間で運転（群馬県内で初めて営業運転）[27]。
- 2020年（令和2年）
  - 3月21日：久留里線で、内房コースと乗り換えて自転車を持ち込める特別列車「菜久留（サイクル）トレイン」の運行開始に伴い、木更津駅に臨時停車[注釈 1][28][29]。
  - 4月8日 : 新型コロナウイルスの感染拡大による改正・新型インフルエンザ等対策特別措置法32条に基づく緊急事態宣言発令に伴い、同年5月31日まで運休[30]。
  - 5月13日：同年6月1日以降の運休延長を発表[31]。
  - 6月26日：同年7月4日より運転再開を発表[32]。
  - 10月3日：鹿島線への乗り入れ実施に伴い、佐原コースの名称を「B.B.BASE 佐原・鹿島」に改称。同コースの停車駅に潮来駅と鹿島神宮駅が追加[33]。
  - 10月7日：佐原コース（鹿島線への乗り入れは非実施）にて初の平日運転を実施[33]。
  - 10月24日：銚子コースの停車駅に佐倉駅が追加[33]。
  - 12月12日：内房コースの停車駅に岩井駅が追加[34]。
- 2021年（令和3年）
  - 5月22日：同日と翌23日に臨時列車「B.B.BASE 君津」を運行。往路は両国駅 - 君津駅間、復路は浜金谷駅・竹岡駅 - 両国駅間でそれぞれ運転[35]。同年11月6日にも「B.B.BASE 鹿野山」として、往路は両国駅 - 木更津駅[注釈 2]・君津駅間、復路は竹岡駅・木更津駅[注釈 2] - 両国駅間で運転[36]。
  - 9月4日：同日の運行以降、1、2号車が座席指定席となる[12][13]。
  - 10月16日：同日と翌17日に臨時列車「B.B.BASE 手賀沼」を両国駅 - 布佐駅間で運転[注釈 3][36]。
- 2022年（令和4年）
  - 3月5日：「～RIDE and FUN～STATION RIDE in 南房総 2022 spring（ライド＆ファン ステーションライド イン 南房総2022スプリング）」開催に伴い「B.B.BASE 内房」を運行。
  - 3月12日：同日の運行以降、びゅう旅行商品での発売を終了し、全車指定席となる。銚子コースの名称を「B.B.BASE 佐倉・銚子」に改称。内房コースにおける岩井駅での停車を終了[14][37]。
  - 11月5日：臨時列車「B.B.BASE 房総横断号」を運行。往路は両国駅 - 君津駅間[注釈 4]、復路は安房鴨川駅 - 両国駅間でそれぞれ運転[注釈 5][38]。
- 2023年（令和5年）
  - 3月11日：「～RIDE and FUN～ Station Ridein 南房総2023 produced by BicycleClub」開催に伴い「B.B.BASE 内房」を運行。
  - 3月25日：同日と翌26日に臨時列車「B.B.BASE 九十九里」を両国駅 - 成東駅間で運転[注釈 6][39][40]。